# Annarita Spinaci
Annarita Spinaci (Castelplanio, 22 giugno 1944) è una cantante italiana, famosa negli anni sessanta.

## Biografia
Dotata di un timbro di voce caldo e profondo e di un innato senso dello swing, vince il Festival di Castrocaro nel 1966, interpretando E di Mina, insieme a Roberta Amadei e si aggiudica così il diritto a partecipare al successivo Festival di Sanremo 1967. Si presenta con un brano di Tony Renis, Quando dico che ti amo, in coppia con il gruppo malgascio dei Les Surfs, arrivando inaspettatamente seconda, a pochi punti dalla canzone vincitrice. Il brano riscuote un grande successo commerciale, tanto da innescare la realizzazione del musicarello omonimo, uscito nello stesso anno, che vedrà la Spinaci interprete al fianco di Tony Renis, Lola Falana, Alida Chelli, Enzo Jannacci, Lucio Dalla, Caterina Caselli e altri.
Viene poi scelta da Herbert Pagani per presentare insieme a lui Canta (che ti passa la paura) al Festival delle Rose.
Nel 1968 partecipa nuovamente al Festival di Sanremo con Stanotte sentirai una canzone. Il brano viene ripreso in Francia con enorme successo da Mireille Mathieu.
Dopo qualche mese viene scelta dal maestro Piero Piccioni per incidere È tutta di musica, canzone che verrà inserita nel film C'era una volta... di Francesco Rosi, con Sophia Loren e Omar Sharif.
Viene invitata ad esibirsi in Giappone e in Sud America.
Nel frattempo esordisce come conduttrice per RadioRAI: le viene affidata la rubrica di radiotempi pubblicitari Musica espresso. Nel 1974 è la prima cantante italiana a vincere il Festival di Viña del Mar, Cile, con Immagina, brano da lei stessa composto qualche anno prima con Giancarlo De Bellis. Torna allo stesso festival nel 1976 interpretando Días de rosas, brano di Giorgio Bracardi mai uscito in Italia.
Una serie di cambi di etichetta discografica e di scelte personali nella vita privata fanno sì che Annarita si allontani progressivamente dal mondo della musica e si dedichi esclusivamente al suo lavoro di insegnante di scuola materna. L'ultimo 45 giri risale al 1980 (Per una volta).

## Discografia parziale

### Album
- 1970: Annarita Spinaci - (Roman Record Company, RCP 708)
- - Tracce: LATO A - Un'ora sola ti vorrei - Io che non vivo - Il primo per me - L'autunno viene poi - Cos'hai messo nel caffè - Appassionatamente. LATO B - Roma nun fà la stupida stasera - Il cielo in una stanza - Amore scusami - In un fiore - Il giorno dopo - I te vurria vasà.
- 1974: Arie di casa nostra - (West Record, WLP 104)
- 1978: Il meglio di Annarita Spinaci - (DUSE Records, Intensity LTY 038)

### Singoli
- 1967: Quando dico che ti amo/Quando capirai (Interrecord I-NP 1014)
- 1967: Balla balla/Se tu non credi a me (MRC A232)
- 1967: Ciao caro/Sei prigioniero come me (Philips 363 722 PF)
- 1967: Canta/Una ragazza moderna (Philips 363 723 PF)
- 1968: È tutta di musica/Non so esattamente (Philips 363 725 PF)
- 1968: Stanotte sentirai una canzone/Se tu fossi innamorato (Philips 363 726 PF)
- 1968: Se mi baci/E poi perché (Philips 363 727 PF)
- 1968: Il Giorno Dopo/Il primo per me (Belter 07-472, Spagna)
- 1969: Immagina/Quando l'amore nasce (West Record WNP 4)
- 1970: Attore/Primo amore (Belter 07-738, Spagna)
- 1971: Il primo giorno/Amore primo amore (Sagittario ZS 50001)
- 1971: Dias De Rosas/Non lo faccio più (Belter 07-876, Spagna)
- 1980: Per una volta/D'ora in poi (Duse BTF 120)